# Idiocera displosa
Idiocera displosa är en tvåvingeart som först beskrevs av Alexander 1957.  Idiocera displosa ingår i släktet Idiocera och familjen småharkrankar. Inga underarter finns listade i Catalogue of Life.